# Флаг Тульской области
Флаг Ту́льской области является символом Тульской области Российской Федерации.
Флаг утверждён 25 ноября 2005 года законом Тульской области № 647-ЗТО и внесён в Государственный геральдический регистр Российской Федерации с присвоением регистрационного номера 2084.

## Описание
«Флаг Тульской области представляет собой прямоугольное полотнище червлёного (красного) цвета с соотношением ширины к длине 2:3, в центре которого изображены фигуры герба Тульской области: расположенный горизонтально остриём к древку клинок меча белого цвета, положенный поверх двух таких же скрещённых в диагональный крест клинков; клинки сопровождены вверху и внизу вертикально поставленными молотками жёлтого цвета».